# Dabarska pećina
Dabarska pećina se nalazi na prostoru općine Sanski Most, BiH. Smještena je uz izvor rječice Dabar u istoimenom selu. Jedan od izvorišnih krakova Dabra ima povremeni izvor unutar same pećine. Dabrska pećina je siromašna pećinskim nakitom. Prilikom znanstvenih istraživanja od prije nekoliko desetljeća, u jezeru, koje se nalazi u unutrašnjosti pećine, pronađena je „čovječja ribica“, endemska vrsta iz prapovijesti koja se očuvala jedino u izrazito čistim vodama i mračnim prostorima. Arheološkim istraživanjima dokazana je čovječja prisutnost u prapovijesti. U blizini su pronađeni i ostatci sojeničkog naselja i pretpostavlja se da potječu iz razdoblja Ilira.
Pećina i izvor rijeke Dabar geomorfološki su spomenici prirode.